# Metacordyceps brittlebankisoides
Metacordyceps brittlebankisoides är en svampart som först beskrevs av Zuo Y. Liu, Z.Q. Liang, Whalley, Y.J. Yao & A.Y. Liu, och fick sitt nu gällande namn av G.H. Sung, J.M. Sung, Hywel-Jones & Spatafora. Metacordyceps brittlebankisoides ingår i släktet Metacordyceps och familjen Clavicipitaceae.   Inga underarter finns listade i Catalogue of Life.